# Reinhard Slenczka
Reinhard Slenczka (n. 16 februarie 1931, Kassel, Germania – d. 4 noiembrie 2022, Würzburg, Germania) a fost un profesor de teologie evanghelică.
Slenczka și-a alcătuit teza de doctorat cu tema "Unitatea Bisericii ca problemă dogmatică în teologie recentă a bisericii răsăritene" sub conducerea lui Edmund Schlink la Universitatea din Heidelberg. Tot aici și-a elaborat și a doua teză care i-a permis să poarte titlul de profesor universitar. A fost profesor în Berna, Elveția, în Heidelberg (1970-1981) și Erlangen-Nürnberg. Domeniile lui de specializare au fost apologetica, ecumenismul, dogmatica și etica. După pensionare, a devenit rectorul Academiei Luterane din Riga.
Fiul lui Reinhard Slenczka este profesorul de teologie Notger Slenczka de la Universitatea din Mainz.